# Schnelle adiabatische Passage
Die schnelle adiabatische Passage (englisch adiabatic fast passage, AFP) ist eine Methode zur Umkehrung von Kernspin-Orientierungen. Sie hat sich als Technik in der Kernspintomographie, in der Kernresonanzspektroskopie und in der Kernspinresonanztherapie etabliert.
Eine Umkehrung der Spin-Orientierungen ist eine Voraussetzung für Kernspinresonanz. Mit der schnellen adiabatischen Passage kann man eine Umkehrung herbeiführen, die weniger sensitiv bezüglich der Magnetfeldhomogenität ist und auch bei niedrigen Flussdichten Kernspinresonanz erzeugt. Ein adiabatischer Puls kann sehr große Bandbreiten mit geringer Leistung invertieren. Das Prinzip ermöglicht auch, dass experimentelle Unvollkommenheiten minimiert werden.

## Physikalische Grundlagen
Atome besitzen einen mechanischen Eigendrehimpuls, genannt Kernspin. Durch ihren Spin besitzen Atomkerne auch ein magnetisches Moment.
Diese Kerne erzeugen nach dem Anlegen eines statischen Magnetfeldes eine messbare Magnetisierung in Richtung des statischen Feldes. Zudem wird das Energieniveau des Kerns aufgespalten. Es gibt also vordefinierte mögliche Werte für die Orientierung der Spins, die durch die Quantisierungsbedingung festgelegt werden.
Durch ein zusätzliches hochfrequentes Wechselfeld im Radiofrequenzbereich mit bestimmter Frequenz lässt sich diese Magnetisierung aus der Richtung des statischen Feldes auslenken. Die Frequenz muss dabei mit der Larmorfrequenz {\displaystyle \omega } des Atoms übereinstimmen. Als Folge der Auslenkung beginnt die Magnetisierung der Spins um die Feldrichtung des statischen Magnetfeldes zu präzedieren.
Das magnetische Moment präzediert mit folgender Frequenz um die Richtung des angelegten Magnetfeldes.
{\displaystyle \omega =\gamma \cdot \left|B\right|={\frac {g\,q}{2\,m}}\cdot \left|B\right|\ }
Dabei ist {\displaystyle \omega } die Larmorfrequenz und {\displaystyle \gamma } das gyromagnetische Verhältnis.
Als Bedingung für die schnelle adiabatische Passage muss dann gelten:
{\displaystyle {\frac {1}{T_{1}}}\ll {\frac {1}{B_{1}}}\cdot {\frac {{\text{d}}B_{0}}{{\text{d}}t}}\ll \gamma B_{1}}
Dabei ist {\displaystyle B_{1}} die eingestrahlte magnetische Flussdichte und {\displaystyle {\tfrac {{\text{d}}B_{0}}{{\text{d}}t}}} die Änderungsrate der Flussdichte des Hauptfeldes und {\displaystyle T} die Relaxationszeit.
Es gelten zwei Bedingungen: die erste Bedingung nennt man auch „adiabatische Voraussetzung“. Die Rotation des effektiven Flussdichtevektors muss dabei sehr viel langsamer als die Präzessionsfrequenz der Magnetisierung sein, so dass die Magnetisierung der Flussdichte nachfolgt. Die zweite Bedingung nennt man „schnelle Voraussetzung“. Die Rotation des effektiven Flussdichtevektors muss sehr viel schneller als die Relaxationszeit sein.
Die Namensgebung geht zurück auf:. Bei strenger Betrachtung ist das Verfahren nicht „adiabatisch“, da die Entropie für alle Pulse nicht Null ist.

## Anwendung
Verschiedene Techniken der Kernspinresonanz haben dazu geführt, dass diese zu den fortschrittlichsten und etabliertesten naturwissenschaftlichen und medizinischen Verfahren gehört. Es wurde auch eine große Anzahl an zugehörigen Methoden, wie beispielsweise die schnelle adiabatische Passage, entwickelt.
Man benutzt sie in folgenden Technologien:

### Kernspinresonanztomografie (MRT)
Die Kernspintomographie ist ein bildgebendes Verfahren zur Darstellung von Gewebe.
Die Sensitivität und die Qualität der Auflösung kann durch geeignete Pulsform realisiert werden. Mit der schnellen adiabatischen Passage kann eine großflächige Umkehrung der Spins bewirkt werden, ohne dass das zugrundeliegende Magnetfeld homogen sein muss.

### Kernresonanzspektroskopie (NMR)
Kernspinresonanzspektroskopie von Festkörpern hat sich in den letzten Jahrzehnten als Methode mit großem Potential für die Charakterisierung von Materialien etabliert. Dabei ist es notwendig, in einem großen Frequenzbereich die gesamte spektrale Weite homogen anzuregen.  Die schnelle adiabatische Passage ermöglicht diese erforderliche homogene Anregen in einem breiten Frequenzbereich.
Eine geeignete Wahl von AFP-Pulsen kann die Analyse von Festkörpern optimieren.
Verschiedene, sogenannte adiabatische Impulsfolgen, sind gebräuchlich, dazu gehören z. B. „hyperbolic secant“-Impulse oder
WURST-Impulse.
Des Weiteren können Effekte durch dipolare Spin-Spin-Wechselwirkungen reduziert werden und damit die Auflösung von NMR in Festkörpern erhöht werden.

### Kernspinresonanztherapie
Die Erzeugung von wiederholten Spinresonanzsequenzen nach dem Prinzip der schnellen adiabatischen Passage erlaubt die Erzeugung der Kernspinresonanzbedingung in schwachen Magnetfeldern. Dadurch kann die Kernresonanzbedingung auch bei kleinen und mittleren Systemen eingesetzt werden. Das Verfahren wird in der Kernspinresonanztherapie angewandt.
Erforderlich für die Kernspinresonanztherapie sind drei zusammenwirkende Magnetfelder. Erstens ein statisches Hauptmagnetfeld, zweitens parallel dazu ein moduliertes Magnetfeld {\displaystyle {\text{d}}B/{\text{d}}t} und drittens ein Wechselfeld, das der Larmorbedingung genügt und senkrecht zu den beiden anderen steht.
Herbeigeführt wird dann ein Durchlauf der Magnetfeldstärke des modulierten Magnetfeldes um das statische Feld herum, während die Frequenz konstant bleibt. Bei fallender Stärke wird zusätzlich das Wechselfeld aktiviert. Ziel ist es, die Frequenz des modulierten Magnetfeldes mit der Spin-Gitter-Relaxationszeit zu korrelieren.
Das typische Magnetfeld wird in einer Helmholtz-Spule erzeugt.